# Kaliumborhydrid
Kaliumborhydrid ist eine anorganische chemische Verbindung des Borhydride.

## Gewinnung und Darstellung
Kaliumborhydrid kann durch Reaktion von Natriumborhydrid in Methanol/Wasser mit wässriger Kalilauge gewonnen werden.
{\displaystyle \mathrm {NaBH_{4}+KOH\longrightarrow KBH_{4}+NaOH} }
Es kann auch durch Reaktion von Diboran mit Kaliumtetramethoxyborhydrid dargestellt werden.
{\displaystyle \mathrm {3\ KB(OCH_{3})_{4}+2\ B_{2}H_{6}\longrightarrow 3\ KBH_{4}+4\ B(OCH_{3})_{3}} }

## Eigenschaften
Kaliumborhydrid ist ein farbloser Feststoff, der löslich in Wasser ist. Er kristallisiert im Natriumchlorid-Gittertyp mit der Raumgruppe Fm3m (Raumgruppen-Nr. 225). Bei höheren Temperaturen findet eine Umwandlung in eine verwandte tetragonale Struktur statt. Auch bei hohen Drücken findet eine Umwandlung zu einer tetragonalen (4 GPa) mit der Raumgruppe P421c (Raumgruppen-Nr. 114) bzw. orthorhombischen Form (7 GPa) mit der Raumgruppe Pnma (Raumgruppen-Nr. 62) statt. Auch bei tiefen Temperaten findet eine Änderung der Kristallstruktur statt. So ändert sich die Kristallstruktur bei 65–70 K in eine tetragonale mit der Raumgruppe P42/nmc (Raumgruppen-Nr. 137).

## Verwendung
Kaliumborhydrid wird als spezifisches Reduktionsmittel für Carbonylgruppen von Aldehyden, Ketonen, Säurechloriden und als Schaummittel für Kunststoffe eingesetzt. Es kann auch als Ausgangsstoff zur Herstellung von Chloramphenicol, Vitamin A, Thiamphenicol, Atropin und Scopolamin verwendet werden.